# Майерс, Этель
Этель Майерс (англ. Mae Ethel Klinck Myers, урождённая Lillian Cochran; 1881—1960) — американская художница и скульптор, жена художника Джерома Майерса. Относилась к школе Мусорных вёдер, широко известна стала после замужества. Также антрепренёр и педагог.

## Биография

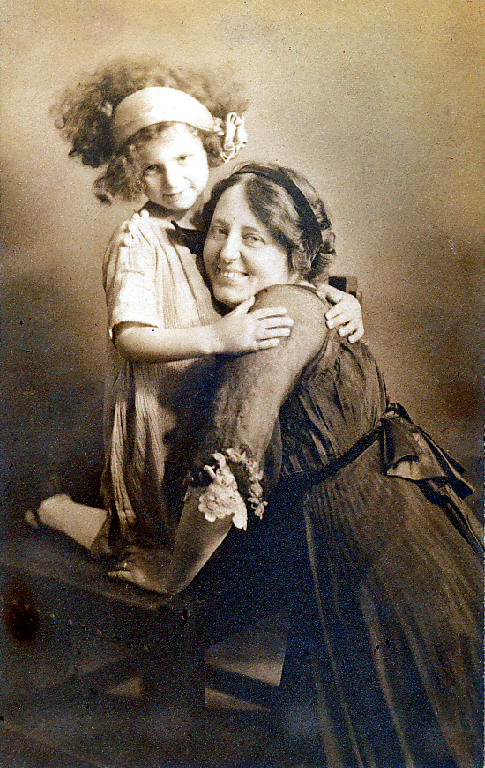
Этель с дочерью Вирджинией (5 лет)

Родилась 23 августа 1881 года в Бруклине, Нью-Йорк. Её 20-летняя мать на момент её рождения была тяжело больна и умерла, когда Этель исполнилось четыре года. К этому времени её отец тоже умер и девочка стала сиротой. Спустя некоторое время она была принята в семью состоятельной пары Michael и Alfiata Klinck и ей было дано имя Mae Ethel Klinck. Опять умирает уже её приёмный отец, и девочка с приемной матерью жили в Бруклине и Оранже (англ. Orange), Нью-Джерси, где Этель училась в частных школах. Её мать играла на фортепиано, обучая этому дочь в надежде, что та станет пианисткой.
К этому времени они жили в городе Ньюарке, где Этель продолжала учиться в школе. Заниматься игрой на фортепиано ей было не интересно и она начала учиться в National Academy в Нью-Йорке, продолжив обучение в нью-йоркской школе School of Art с 1898 года. Одновременно обучалась в частной школе Уильяма Чейза и закончила School of Art в 1904 году. В школе Чейза она познакомилась со многими американскими художниками, среди которых были Джон Слоан, Уильям Глакенс и другие. Одним из её учителей был Роберт Генри, оказавший сильной влияние на творчество девушки.
Со своим будущим мужем — художником Джеромом Майерсом, Этель встретилась в 1904 году в галерее арт-дилера Уильяма Макбета (англ. William Macbeth). Джером и Этель поженились в небольшой церкви в октябре 1905 года, начав жить вместе в своей мастерской на 59-й улице (англ. 59th Street). Её мать не одобряла брак с Майерсом, считая его бедным художником, предпочитая раннюю помолвку дочери с бизнесменом. Впоследствии она лишила Этель части наследства, которое ей было обещано. Через год после их брака, 21 октября 1906 года, Этель родила дочь — Вирджинию, впоследствии ставшей известной американской танцовщицей.
Вскоре после рождения дочери Этель решила отойти от живописи, освободив студийное пространство для мужа, а сама занялась созданием малых скульптур. Первоначально создавала карикатурные бронзовые скульптуры людей, многие из них — в шутливых позах. Выставлялась на Арсенальной выставке в Нью-Йорке в 1913 году, где была отмечена искусствоведом Шарлоттой Рубинштейн (англ.  Charlotte Rubinstein). Многие газеты и журналы писали о её искусстве.
Роджер Фрай, английский художник и писатель, художественный Метрополитен-музея, купил ряд работ Джерома Майерса и предложил ему отправиться в Лондон, где, по мнению Фрая, тот найдет богатый рынок для своих работ. Таким образом, семья Майерс в полном составе уехала в 1914 году в Лондон. До начала Первой мировой войны оставался один месяц… После прибытия в Лондон, с их арт-дилером семья отправилась в Париж, где сняли жильё и купили мебель, готовые начать новую глава в их жизни. Джером быстро нашёл работу, они определили и свою, подающие большие надежды, дочь. Но начавшаяся война расстроила их планы. Американское посольство настоятельно советовало Джерому и Этель уехать из Парижа. Упаковав своё хозяйство, включая незаконченные картины, почти без средств, они начали свой путь обратно в Америку.
Преодолевая возникшие с войной трудности, семья вернулась в США. В это сложное время, для получения дополнительных источников дохода, Этель обратила своё внимание к швейной промышленности, производящей продукцию для женщин. Она занялась дизайном одежды и головных уборов, а также преподаванием, не оставляя при этом занятий скульптурой. Она создавала одежду для знаменитостей, держала в Нью-Йорке магазин. Её жизнь в качестве бизнес-леди будет охватывает период порядка 25 лет — с 1915 года по 1940-й, когда умер муж. После смерти мужа Этель большую часть своего времени посвятила популяризации творчества мужа — читала лекции о его работе на всей территории Соединённых Штатов под эгидой Американской федерации искусств (англ. American Federation of Arts).
С 1949 года Этель находилась на пенсии, будучи до 1959 года арт-директором отдела изящных искусств и керамики нью-йоркского Christodora House.
Умерла 24 мая 1960 года в городе Cornwall, штат Нью-Йорк.

Скульптурные работы
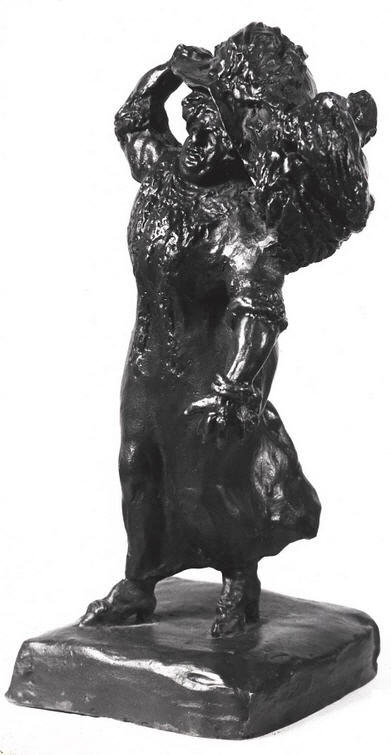
The Matron
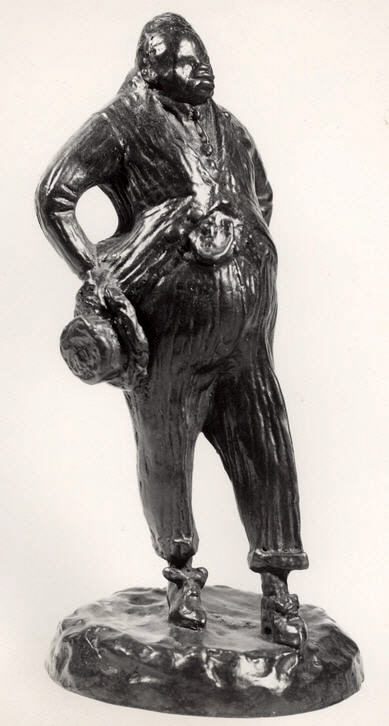
The Gambler, Joe Johnson
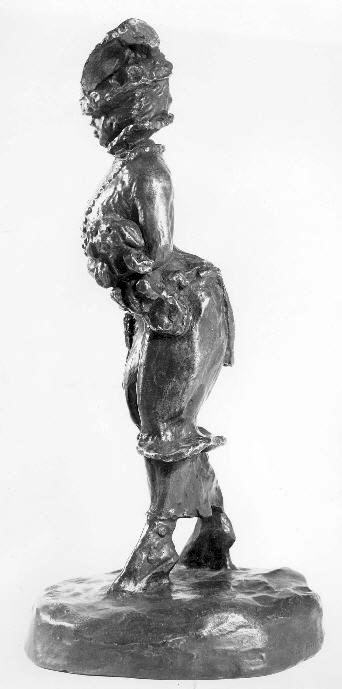
A Lady
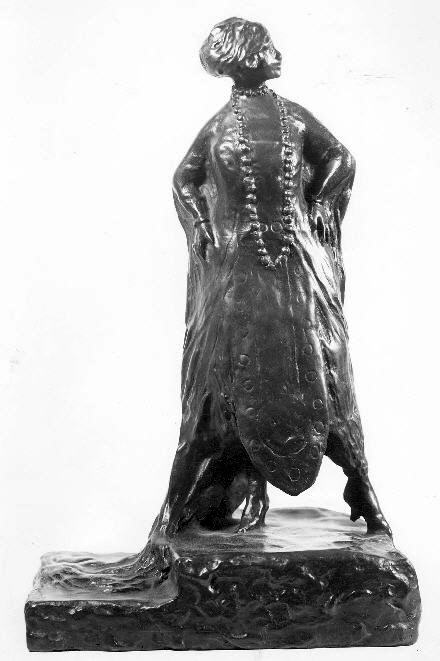
Florence Reed

Графические работы
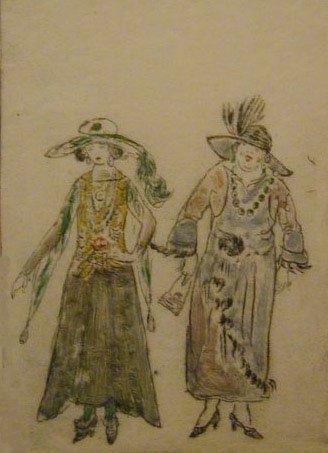
Two Women
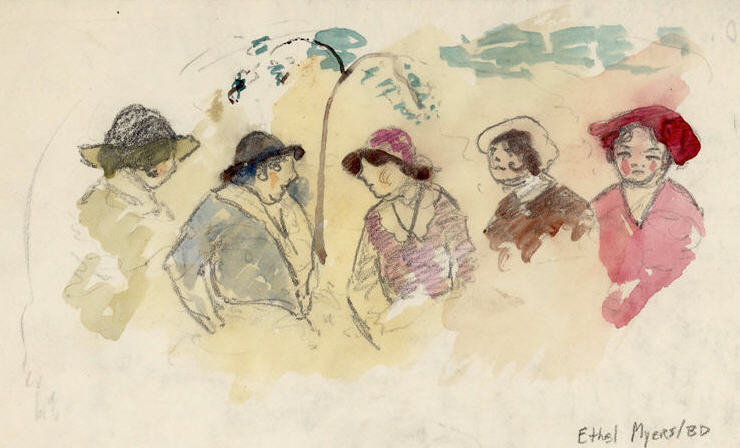
Five Women
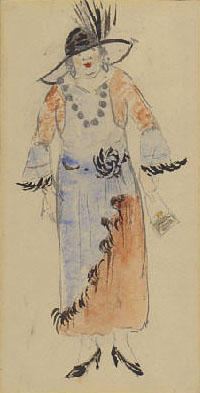
Woman With Blue and Red Dress

## Продюсер дочери
Примерно в 1909 году, играя на фортепиано, Этель увидела, как её дочь двигается под музыкальный ритм. Это было время, когда танцы Айседоры Дункан захватили воображение художественного сообщества Нью-Йорка. Этель стала целенаправленно заниматься обучением Вирджинии танцам, которая стала выступать в кругу их друзей и арт-коллекционеров. С этого момента мать, несмотря на непростое финансовое положение семьи, стала выстраивать карьеру дочери. Она организовала серию её сольных концертов по всему Нью-Йорку, занимаясь и администраторской деятельностью — бронировала театры, подписывала договоры, занималась костюмами и сценографией, организовывала печать билетов и программ. В результате Вирджиния стала известна как «чудо ребёнок» (англ. child wonder) танца, люди приезжают отовсюду, чтобы увидеть её, в том числе и из Англии. Труды матери не остались без успеха — в 16 лет, согласно законодательству, Вирджиния смогла появиться на главной сцене в Карнеги-холле.